# دن بنیشک
دنیل جوزف "دن" بنیشک (به انگلیسی: Daniel Joseph "Dan" Benishek) (۲۰ آوریل ۱۹۵۲- ۱۵ اکتبر ۲۰۲۱) نمایندهٔ حوزه انتخابیه اول میشیگان از حزب جمهوری‌خواه ایالات متحده آمریکا در مجلس نمایندگان ایالات متحده آمریکا بود که برای نخستین‌بار در ۳ ژانویه ۲۰۱۱ میلادی به‌عضویت این مجلس درآمد. 